# Гаар (Баварія)
Гаар (нім. Haar) — громада в Німеччині, розташована в землі Баварія. Підпорядковується адміністративному округу Верхня Баварія. Входить до складу району Мюнхен.
Площа — 12,90 км2. Населення становить 21 609 ос. (станом на 31 грудня 2020).